# Copelatus montivagus
Copelatus montivagus är en skalbaggsart som beskrevs av Young 1942. Copelatus montivagus ingår i släktet Copelatus och familjen dykare. Inga underarter finns listade i Catalogue of Life.